# Allan Morales
Allan Morales Castillo (* 7. Januar 1989) ist ein costa-ricanischer Radrennfahrer.
Allan Morales wurde 2008 Dritter im Straßenrennen der costa-ricanischen U23-Meisterschaft und er belegte den zweiten Platz in der Gesamtwertung der Vuelta de la Juventud Costa Rica. Im nächsten Jahr gewann er jeweils eine Etappe beim Clásica Camarasa, beim Clásica Santa Ana und bei der Vuelta de la Juventud Costa Rica. Beim Clásica Santa Ana wurde er außerdem Erster der Gesamtwertung. Mit seinem Team BCR-Pizza Hut-KHS-Powerade gewann er bei der Vuelta a Costa Rica das Mannschaftszeitfahren. 2010 wurde Castillo zweiter bei den Nationalen Meisterschaften im Straßenrennen.
Im Juli 2013 wurde er wegen Dopings mit GW501516 für zwei Jahre gesperrt.
Ab 2015 nahm er wieder an Rennen teil.

## Erfolge
2009
- eine Etappe Vuelta a Costa Rica (Mannschaftszeitfahren)

2010
- Costa-ricanischer Meister – Straßenrennen (U23)